# Campeonato Nacional de Ralis

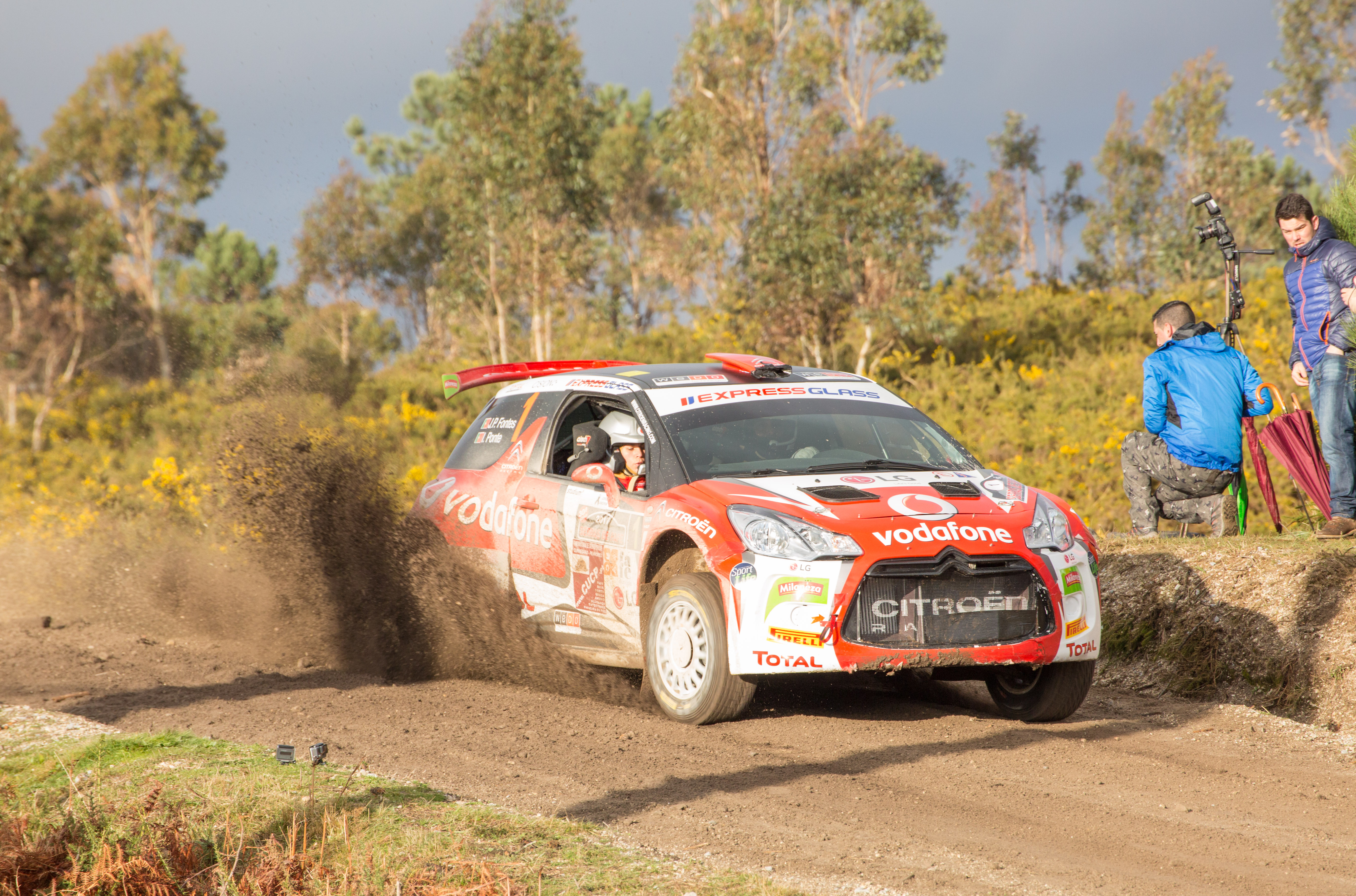
José P. Fontes no Rali Serras de Fafe 2017

O Campeonato de Nacional de Ralis (CNR) é principal competição de ralis em Portugal,  organizada pela Federação Portuguesa de Automobilismo e Karting. Paralelamente disputam-se o Campeonato de RGT e o Campeonato de Clássicos de ralis, que apenas disputam as provas de asfalto.
Abaixo do CNR disputam-se 3 campeonatos: Campeonato de Ralis Norte, CR Centro e CR Sul.
Em 2013 o CNR partilhou algumas provas com o Campeonato Open de Ralis. Nesses eventos, as provas que acompanhavam o Open, o Campeonato Junior de Ralis, o Desafio Modelstand (troféu monomarca disputados por Peugeot 206 Gti) e o Troféu Fastbravo (troféu monomarca disputados por SEAT Marbella), e os diversos Campeonatos Regionais de Ralis (Norte, Centro e Sul) acompanharam o CNR.
Em 2014 a nova direcção da FPAK reformulou novamente o quadro competitivo, extinguindo o Campeonato Open de Ralis, que nos anos anteriores tinha se superiorizado ao CNR quer em participantes, quer em competitividade. Em seu lugar surgiram os renovados Campeonatos Regionais, (agora sem a designação "Regional"). A "Power Stage" foi abolida, tendo sido estipulado atribuir-se meio ponto por cada especial (PEC) vencida.
Em 2015, nova reformulação dos quadros competitivos com a criação Campeonato FPAK de Ralis (que não é mais do que retomar o antigo Campeonato Open de Ralis), resultado da fusão dos campeonatos de Ralis Norte, Centro e Sul, (que eram compostos por cerca de 17 provas (6 + 6 + 5)) num único campeonato, com cerca de 12 provas (metade alcatrão e metade terra). Outra novidade em 2015, foi a re-introdução do Campeonato Nacional Iniciados de Ralis, e um novo troféu mono-marca, o DS3 R1 Challenge.

## Provas
Desde 2014 o Campeonato de Nacional de Ralis é composto por 8 provas sendo contabilizados as 6 melhores pontuações. Nos ralis internacionais (Sata Rallye Açores e Rali Vinho da Madeira) a pontuação será atribuída após a última etapa. Em 2015 o Rali de Portugal (disputado desde então no Norte do País) foi excluído do campeonato devido à proximidade com o Sata Rallye Açores, abrindo lugar para o regresso do Rali Casinos do Algarve, que tal como o Rali Mortágua viram o seu piso alterado para terra de forma a equilibrar a distribuição de ralis em termos de piso (4 em terra e 4 em asfalto).
| Data      | Prova                         | Organizador                       | Piso    |
| --------- | ----------------------------- | --------------------------------- | ------- |
| 13-14 Mar | Rali Serras de Fafe           | DemoPorto                         | Terra   |
| 10-11 Abr | Rali Cidade Guimarães         | Targa Clube                       | Asfalto |
| 24-25 Abr | Rali Cidade de Castelo Branco | Escuderia Castelo Branco          | Asfalto |
| 4-6 Jun   | Sata Rallye Açores            | Grupo Desportivo Comercial        | Terra   |
| 26-27 Jun | Rali Vidreiro                 | Clube Automóvel da Marinha Grande | Asfalto |
| 31-2 Ago  | Rali Vinho da Madeira         | Club Sports Madeira               | Asfalto |
| 18-19 Set | Rali Mortágua                 | Clube Automóvel do Centro         | Terra   |
| 7-8 Nov   | Rali Casinos do Algarve       | Clube Automóvel do Algarve        | Terra   |

## Historial
| Ano       | Piloto                            |
| --------- | --------------------------------- |
| 1956      | Fernando Stock                    |
| 1957      | Horácio Carvalho de Macedo        |
| 1958      | José Luís Abreu Valente           |
| 1959      | José Luís Abreu Valente           |
| 1960      | José Manuel Falcão Mendes Pereira |
| 1961      | Horácio Carvalho de Macedo        |
| 1962      | José Baptista dos Santos          |
| 1963      | Horácio Carvalho de Macedo        |
| 1964      | Fernando Basílio dos Santos       |
| 1965      | Alfredo César Torres              |
| 1966      | Manuel Lopes Gião                 |
| 1967      | Américo da Silva Nunes            |
| 1968      | Américo da Silva Nunes            |
| 1969 1973 | Não houve campeão absoluto        |
| 1974      | Não se realizou                   |
| 1975      | Manuel “Inácio” de Sousa e Silva  |
| 1976      | António Joaquim Póvoas Diegues    |
| 1977      | Giovani Giacomo Zerla Salvi       |
| 1978      | Carlos Torres Marques Pires       |
| 1979      | José Pedro Braga Fernandes Borges |
| 1980      | Santinho Mendes                   |
| 1981      | Santinho Mendes                   |
| 1982      | Joaquim Santos                    |
| 1983      | Joaquim Santos                    |
| 1984      | Joaquim Santos                    |
| 1985      | Joaquim Moutinho da Silva Santos  |
| 1986      | Joaquim Moutinho da Silva Santos  |
| 1987      | José António Inverno Amaral       |
| 1988      | Carlos Mário Costa Bica           |
| 1989      | Carlos Mário Costa Bica           |
| 1990      | Carlos Mário Costa Bica           |
| 1991      | Carlos Mário Costa Bica           |
| 1992      | Joaquim Santos                    |
| 1993      | Jorge Manuel Costa Bica           |
| 1994      | Fernando Peres                    |
| 1995      | Fernando Peres                    |
| 1996      | Fernando Peres                    |
| 1997      | Adruzilo Lopes                    |
| 1998      | Adruzilo Lopes                    |
| 1999      | Pedro Matos Chaves                |
| 2000      | Pedro Matos Chaves                |
| 2001      | Adruzilo Lopes                    |
| 2002      | Miguel Campos                     |
| 2003      | Armindo Araújo                    |
| 2004      | Armindo Araújo                    |
| 2005      | Armindo Araújo                    |
| 2006      | Armindo Araújo                    |
| 2007      | Bruno Magalhães                   |
| 2008      | Bruno Magalhães                   |
| 2009      | Bruno Magalhães                   |
| 2010      | Bernardo Sousa                    |
| 2011      | Ricardo Moura                     |
| 2012      | Ricardo Moura                     |
| 2013      | Ricardo Moura                     |
| 2014      | Pedro Meireles                    |
| 2015      | José Pedro Fontes                 |
| 2016      | José Pedro Fontes                 |
| 2017      | Carlos Vieira                     |
| 2018      | Armindo Araújo                    |
| 2019      | Ricardo Teodósio                  |
| 2020      | Armindo Araújo                    |
| 2021      | Ricardo Teodósio                  |